# Bartosz Kisielewicz
Bartosz Marian Kisielewicz (ur. 20 listopada 1986) – polski siatkarz, grający na pozycji rozgrywającego.
Od 2012 roku łączy dwie prace zawodowego siatkarza i kierowcy samochodu ciężarowego. Od 2015 roku jest zawodowym kierowcą ciężarówki.

## Sukcesy klubowe
Mistrzostwo I ligi:
- 2012
- 2006

Mistrzostwo Anglii:
- 2013, 2016, 2017, 2019[3], 2020[4]
- 2018[5]
- 2023

Puchar Anglii:
- 2016, 2017

NEVZA - Klubowe Mistrzostwa Krajów Nordyckich:
- 2019